# Brian McCann
Brian Michael McCann (nacido el 20 de febrero de 1984) es un exreceptor estadounidense de béisbol profesional que jugó en Grandes Ligas con los Atlanta Braves desde 2005 hasta 2013, con los New York Yankees entre 2014 y 2016, con los Houston Astros en 2017 y 2018, y nuevamente con los Atlanta Braves en 2019. A lo largo de su carrera, fue seleccionado para siete Juegos de Estrellas y ganó seis Bates de Plata gracias a su calidad ofensiva.

## Carrera profesional

### Atlanta Braves
McCann fue seleccionado en la segunda ronda del draft de 2002 por los Bravos de Atlanta. Debutó en Grandes Ligas con los Bravos el 10 de junio de 2005 y bateó su primer jonrón en apenas su segundo juego. También se convirtió en el primer jugador en la historia de los Bravos en conectar un jonrón en su primer turno al bate de postemporada, logro que registró el 6 de octubre de 2005 ante el lanzador Roger Clemens de los Astros de Houston.
En 2006 fue nombrado el receptor titular del equipo luego de que Johnny Estrada fuera transferido a los Diamondbacks de Arizona. Ese año bateó para promedio de .333 con 24 jonrones y 95 carreras impulsadas, por lo que fue convocado al Juego de Estrellas y premiado con el Bate de Plata. Gracias a su buen rendimiento los Bravos lo firmaron a un contrato de seis años y $27,8 millones durante los entrenamientos primaverales de 2007.
Durante las temporadas 2007 y 2008 también fue convocado al Juego de Estrellas, convirtiéndose en el primer jugador de los Bravos en ser seleccionado a dicho juego en sus primeras tres temporadas completas.

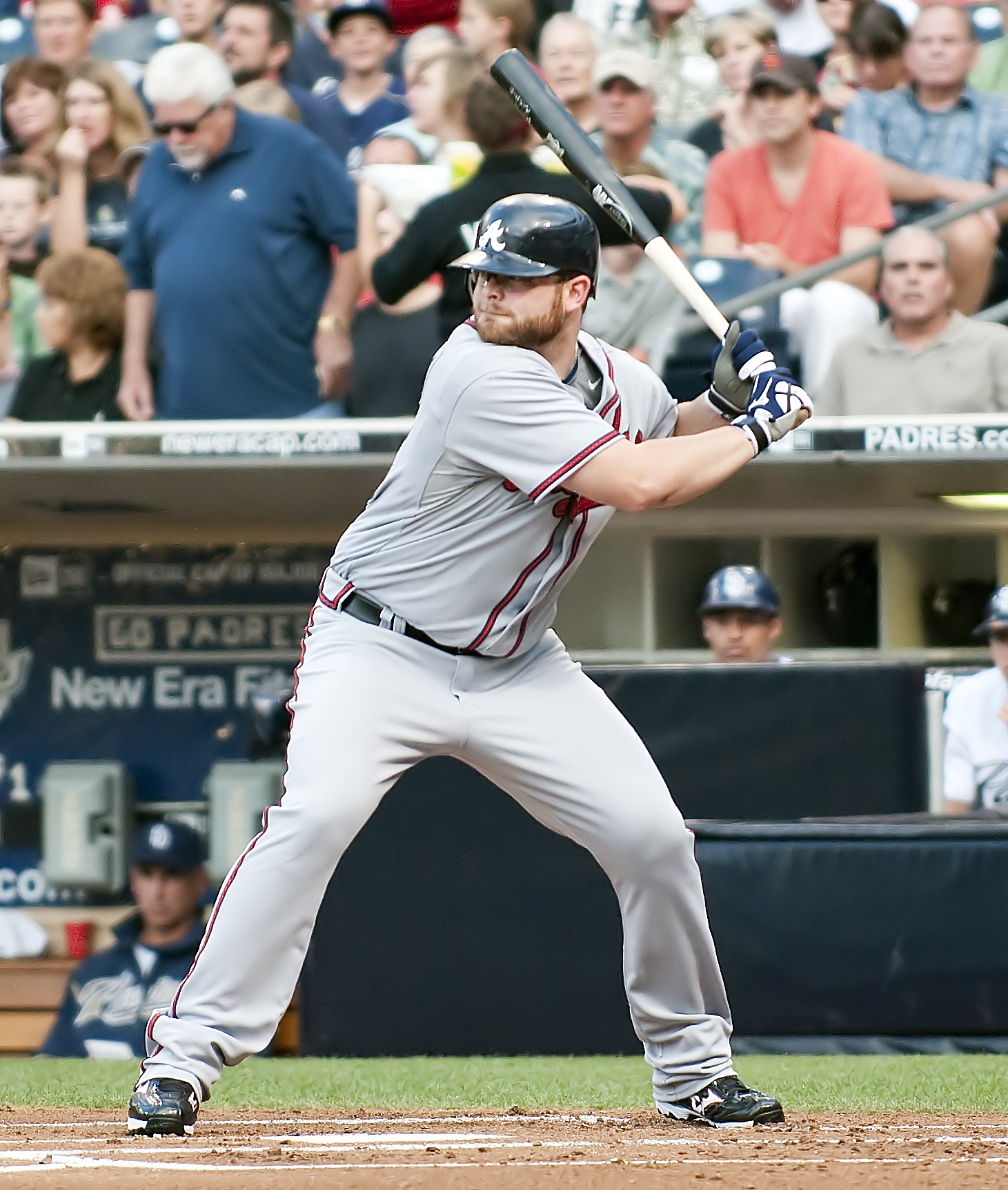
McCann bateando para los Bravos de Atlanta en 2009.

En 2009, debido a problemas en la vista, McCann lideró a los receptores en errores defensivos con 12 y tuvo el menor porcentaje de fildeo (.988), mientras que en la temporada 2010 permitió 84 robos de base, la mayor cantidad en la Liga Nacional. Sin embargo, fue convocado al Juego de Estrellas en ambas temporadas, e incluso fue nombrado el Jugador Más Valioso en el juego de 2010.
El 17 de mayo de 2011, frente a los Astros de Houston, McCann bateó un jonrón como emergente en la novena entrada para empatar el juego, y nuevamente conectó un cuadrangular ganador en la undécima entrada. En la temporada 2011 terminó con 104 bases robadas permitidas, la mayor cantidad en todas las Grandes Ligas.
El 27 de julio de 2012, se convirtió en el primer jugador desde Jim Thome en el 2007 en conectar jonrones en seis juegos seguidos frente a un mismo oponente.
El 14 de julio de 2013, fue seleccionado al Juego de Estrellas por el mánager Bruce Bochy como reemplazo del lesionado Freddie Freeman.

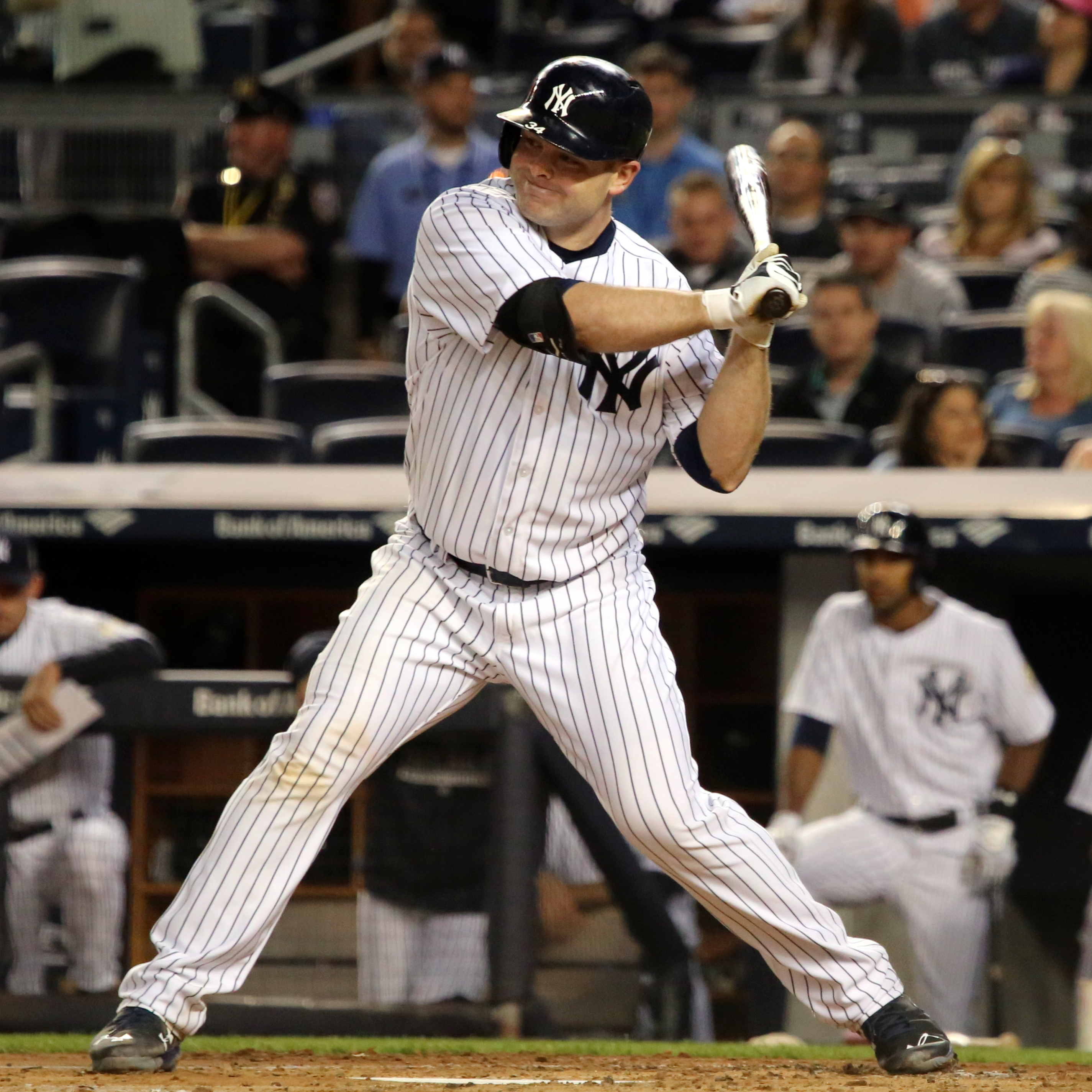
McCann bateando con los Yanquis de Nueva York en 2015.

### New York Yankees
El 23 de noviembre de 2013, McCann firmó un contrato de cinco años y $85 millones con los Yanquis de Nueva York, con opción para un sexto año.
El 12 de noviembre de 2015, ganó su sexto Bate de Plata como receptor, y su primero en la Liga Americana.
En 2016, McCann fue utilizado como bateador designado debido al impacto que causó el novato Gary Sánchez como receptor del equipo. En 130 juegos, bateó para promedio con .242 con 20 jonrones y 58 impulsadas, su novena temporada consecutiva con al menos 20 jonrones conectados.

### Houston Astros
El 17 de noviembre de 2016, McCann fue transferido a los Astros de Houston a cambio de Albert Abreu y Jorge Guzmán.
El 14 de agosto de 2017, fue colocado en la lista de lesionados debido a una molestia en la rodilla derecha. Culminó la temporada 2017 con promedio de .241, 18 jonrones y 62 impulsadas en 97 juegos, primera vez desde 2007 que no conecta por lo menos 20 cuadrangulares en una campaña.
En la postemporada de 2017, McCann registró un bajo promedio de .157 con diez hits en 57 turnos al bate. Sin embargo, fue el receptor titular de todos los encuentros de la Serie Mundial de 2017, ayudando a los Astros a ganar el primer campeonato de su historia.
En 2018, el tiempo de juego de McCann fue limitado debido a lesiones en la rodilla derecha que requirieron cirugía. En solo 216 turnos al bate, registró promedio de .212 y siete jonrones. Al final de la temporada, se convirtió en agente libre.

### Regreso a Atlanta Braves
El 26 de noviembre de 2018, McCann firmó un contrato de un año y $2 millones con los Bravos de Atlanta, marcando su regreso al club. Cuando se anunció el acuerdo, McCann usó el uniforme número 16, el cual vistió durante su primera experiencia con el equipo. Charlie Culberson había usado ese número durante la temporada 2018.
El 14 de junio de 2019, McCann impulsó su carrera 1,000, un hit ganador ante los Filis de Filadelfia.
Finalizó la temporada con una línea ofensiva de .249/.323/.412, 12 jonrones y 45 impulsadas en 277 turnos al bate.
El 9 de octubre de 2019, luego de la derrota en el Juego 5 de la Serie Divisional ante los Cardenales de San Luis, McCann anunció su retiro como beisbolista profesional.